# John Robert Fox
John Robert Fox (Cincinnati, 18 de maio de 1915 - Sommocolonia, 26 de dezembro de 1944) foi um primeiro tenente do Exército dos Estados Unidos que foi morto em ação depois de chamar o fogo de artilharia contra o inimigo durante a Segunda Guerra Mundial. Em 1997, ele foi premiado com a Medalha de Honra, a maior decoração militar do país por valor, por suas ações em 26 de dezembro de 1944, nas proximidades de Sommocolonia, Itália.
Fox e seis outros afro-americanos que serviram na Segunda Guerra Mundial receberam a Medalha de Honra em 12 de janeiro de 1997. A honraria foi entregue em caráter póstumo a Fox pelo presidente Bill Clinton em 13 de janeiro de 1997 durante uma cerimônia de Medalhas de Honra para a sete condecorados na Casa Branca em Washington, DC Os sete são os primeiros e únicos Afro-americanos a receberem a medalha de honra pela Segunda Guerra Mundial.

## Biografia
Fox nasceu em Cincinnati, Ohio, em 18 de maio de 1915, e era o mais velho de três filhos. Foi criado em Wyoming, Ohio, e frequentou a Ohio State University. Transferiu-se para a Universidade Wilberforce, participando do ROTC sob o comando do capitão Aaron R. Fisher, um veterano da Primeira Guerra Mundial altamente condecorado. Fox formou-se em engenharia e recebeu uma comissão como segundo tenente do Exército dos EUA em 1941.

### Serviço militar
A 92ª Divisão de Infantaria, conhecida como Buffalo Soldiers, era uma divisão afro-americana segregada que lutou na Segunda Guerra Mundial. O tenente Fox era um observador avançado do 598.º Batalhão de Artilharia, 366.º Regimento de Infantaria da divisão. Em 26 de dezembro de 1944, Fox fazia parte de um pequeno grupo de observadores avançados que se ofereceu para ficar na aldeia italiana de Sommocolonia, no vale do rio Serchio.
As forças americanas foram forçadas a se retirar da vila depois de ter sido invadida pelos alemães. De sua posição no segundo andar de uma casa, Fox dirigiu o fogo defensivo da artilharia. Os soldados da Wehrmacht estavam atacando com força, superando em muito o número de americanos. Fox mandou um rádio para a artilharia para aproximar o fogo de sua posição. Enquanto o ataque continuava, ele ordenou que o fogo fosse direcionado para sua própria posição. O soldado que recebeu a mensagem ficou atordoado, pois havia poucas chances de Fox sobreviver. Fox simplesmente respondeu: "Dispare". O sacrifício de Fox ganhou tempo para as forças americanas organizarem um contra-ataque e retomarem a vila.
Fox tinha 29 anos quando chamou o fogo de artilharia em sua própria posição no dia seguinte ao Natal de 1944. Em 1982, foi postumamente premiado com a Cruz de Serviços Distintos (DSC) por suas ações heroicas naquele dia. Mais de 50 anos após sua morte, a DSC de Fox foi atualizada para a Medalha de Honra. Está enterrado no cemitério Colebrook em Whitman, Massachusetts.

### Medalha de honra
No início dos anos 90, foi determinado que os soldados negros tinham sido negados a considerar a Medalha de Honra (MOH) na Segunda Guerra Mundial por causa de sua raça. Em 1993, o Exército dos EUA contratou a Universidade Shaw em Raleigh, Carolina do Norte, para pesquisar e determinar se havia disparidade racial no processo de revisão para os destinatários do MS. O estudo encomendado pelo Exército dos EUA descreveu a discriminação racial sistemática nos critérios de atribuição de condecorações durante a Segunda Guerra Mundial. Após uma revisão exaustiva dos arquivos, o estudo recomendou em 1996 que dez negros americanos que serviram na Segunda Guerra Mundial fossem premiados com a Medalha de Honra.
Em outubro daquele ano, o Congresso aprovou uma legislação que permitiria ao presidente Clinton conceder a Medalha de Honra a esses ex-soldados. Sete dos dez, inclusive o tenente Fox, foram aprovados e premiados com a Medalha de Honra(seis tiveram cruzes de serviço distintas revogadas e atualizadas para o MOH) em 12 de janeiro de 1997. Em 13 de janeiro de 1997, o Presidente Clinton concedeu a Medalha de Honra aos sete afro-americanos. O tenente Fox e outros cinco foram presentados postumamente com a condecoração. A viúva do tenente Fox aceitou a medalha em seu nome durante a cerimônia. Vernon Baker era o único ganhador vivo da medalha na época.

## Citação da Medalha de Honra
A citação de Fox sobre a Medalha de Honra diz:
O Presidente dos Estados Unidos, em nome do Congresso, orgulha-se de presentar a Medalha de Honra postumamente a
Primeiro Tenente John R. Fox
Exército dos Estados Unidos
Citação

Por galanteria conspícua e intrepidez sob o risco de sua vida acima e além do dever: Primeiro tenente John R. Fox se distinguiu por um heroísmo extraordinário sob o risco de sua própria vida em 26 de dezembro de 1944 no setor do vale do rio Serchio, nas proximidades de Sommocolonia, Itália.O tenente Fox era membro da Companhia Cannon, 366ª Infantaria, 92ª Divisão de Infantaria, atuando como observador avançado, enquanto estava ligado ao 598º Batalhão de Artilharia de Guerra. O dia de Natal no vale do Serchio foi passado em posições ocupadas por algumas semanas. Durante a noite de Natal, houve um afluxo gradual de soldados inimigos em roupas civis e, no início da manhã, a cidade estava em grande parte nas mãos dos inimigos.Um ataque organizado por formações alemãs uniformizadas foi lançado por volta das 04 horas, 26 de dezembro de 1944. Recebemos relatos de que a área estava sendo fortemente bombardeada por tudo o que os alemães tinham e, embora a maioria das forças de infantaria dos EUA tenha se retirado da cidade, o tenente Fox e seus membros. de seu grupo de observação permaneceu no segundo andar de uma casa, dirigindo fogo defensivo.O tenente Fox relatou às 8:00 horas que os alemães estavam nas ruas e atacando com força. Ele pediu fogo de artilharia cada vez mais perto de sua própria posição. Ele disse ao comandante do batalhão: "Era exatamente onde eu queria. Traga 60 metros! Seu comandante protestou que havia uma forte barragem na área e que o bombardeio seria muito próximo.O tenente Fox fez seu ajuste, solicitando que a barragem fosse disparada. A distância foi cortada ao meio. Os alemães continuaram avançando em grande número, cercando a posição. O tenente Fox novamente pediu fogo de artilharia, com o comandante protestando novamente, afirmando: "Fox, isso estará com você!" A última comunicação do tenente Fox foi. "Dispare! Há mais deles do que nós. Dá-lhes o inferno!"Os corpos do tenente Fox e seu grupo foram encontrados nas proximidades de sua posição quando sua posição foi tomada. Essa ação, feita pelo tenente Fox, às custas de sua própria vida, causou pesadas baixas, causando a morte de aproximadamente 100 alemães, atrasando o avanço do inimigo até que unidades de infantaria e artilharia pudessem ser reorganizadas para enfrentar o ataque. As extraordinárias ações valorosas do tenente Fox exemplificam as mais altas tradições do serviço militar.
Bill Clinton